# Clinton (Utah)
Clinton é uma cidade localizada no estado norte-americano de Utah, no Condado de Davis.

## Demografia
Segundo o censo norte-americano de 2000, a sua população era de 12.585 habitantes.
Em 2006, foi estimada uma população de 18.811, um aumento de 6226 (49.5%).

## Geografia
De acordo com o United States Census Bureau tem uma área de
14,3 km², dos quais 14,3 km² cobertos por terra e 0,0 km² cobertos por água.

## Localidades na vizinhança
O diagrama seguinte representa as localidades num raio de 8 km ao redor de Clinton.